# 1497
Portal Geschichte | Portal Biografien | Aktuelle Ereignisse | Jahreskalender | Tagesartikel

◄ |
14. Jahrhundert |
15. Jahrhundert
| 16. Jahrhundert | ►

◄ |
1460er |
1470er |
1480er |
1490er
| 1500er | 1510er | 1520er | ►

◄◄ |
◄ |
1493 |
1494 |
1495 |
1496 |
1497
| 1498 | 1499 | 1500 | 1501 | ► | ►►
Staatsoberhäupter  · Nekrolog  · Literaturjahr · Musikjahr
| Januar | Januar | Januar | Januar | Januar | Januar | Januar | Januar |
| Kw     | Mo     | Di     | Mi     | Do     | Fr     | Sa     | So     |
| ------ | ------ | ------ | ------ | ------ | ------ | ------ | ------ |
| 52     |        |        |        |        |        |        | 1      |
| 1      | 2      | 3      | 4      | 5      | 6      | 7      | 8      |
| 2      | 9      | 10     | 11     | 12     | 13     | 14     | 15     |
| 3      | 16     | 17     | 18     | 19     | 20     | 21     | 22     |
| 4      | 23     | 24     | 25     | 26     | 27     | 28     | 29     |
| 5      | 30     | 31     |        |        |        |        |        |

| Februar | Februar | Februar | Februar | Februar | Februar | Februar | Februar |
| Kw      | Mo      | Di      | Mi      | Do      | Fr      | Sa      | So      |
| ------- | ------- | ------- | ------- | ------- | ------- | ------- | ------- |
| 5       |         |         | 1       | 2       | 3       | 4       | 5       |
| 6       | 6       | 7       | 8       | 9       | 10      | 11      | 12      |
| 7       | 13      | 14      | 15      | 16      | 17      | 18      | 19      |
| 8       | 20      | 21      | 22      | 23      | 24      | 25      | 26      |
| 9       | 27      | 28      |         |         |         |         |         |

| März | März | März | März | März | März | März | März |
| Kw   | Mo   | Di   | Mi   | Do   | Fr   | Sa   | So   |
| ---- | ---- | ---- | ---- | ---- | ---- | ---- | ---- |
| 9    |      |      | 1    | 2    | 3    | 4    | 5    |
| 10   | 6    | 7    | 8    | 9    | 10   | 11   | 12   |
| 11   | 13   | 14   | 15   | 16   | 17   | 18   | 19   |
| 12   | 20   | 21   | 22   | 23   | 24   | 25   | 26   |
| 13   | 27   | 28   | 29   | 30   | 31   |      |      |

| April | April | April | April | April | April | April | April |
| Kw    | Mo    | Di    | Mi    | Do    | Fr    | Sa    | So    |
| ----- | ----- | ----- | ----- | ----- | ----- | ----- | ----- |
| 13    |       |       |       |       |       | 1     | 2     |
| 14    | 3     | 4     | 5     | 6     | 7     | 8     | 9     |
| 15    | 10    | 11    | 12    | 13    | 14    | 15    | 16    |
| 16    | 17    | 18    | 19    | 20    | 21    | 22    | 23    |
| 17    | 24    | 25    | 26    | 27    | 28    | 29    | 30    |

| Mai | Mai | Mai | Mai | Mai | Mai | Mai | Mai |
| Kw  | Mo  | Di  | Mi  | Do  | Fr  | Sa  | So  |
| --- | --- | --- | --- | --- | --- | --- | --- |
| 18  | 1   | 2   | 3   | 4   | 5   | 6   | 7   |
| 19  | 8   | 9   | 10  | 11  | 12  | 13  | 14  |
| 20  | 15  | 16  | 17  | 18  | 19  | 20  | 21  |
| 21  | 22  | 23  | 24  | 25  | 26  | 27  | 28  |
| 22  | 29  | 30  | 31  |     |     |     |     |

| Juni | Juni | Juni | Juni | Juni | Juni | Juni | Juni |
| Kw   | Mo   | Di   | Mi   | Do   | Fr   | Sa   | So   |
| ---- | ---- | ---- | ---- | ---- | ---- | ---- | ---- |
| 22   |      |      |      | 1    | 2    | 3    | 4    |
| 23   | 5    | 6    | 7    | 8    | 9    | 10   | 11   |
| 24   | 12   | 13   | 14   | 15   | 16   | 17   | 18   |
| 25   | 19   | 20   | 21   | 22   | 23   | 24   | 25   |
| 26   | 26   | 27   | 28   | 29   | 30   |      |      |

| Juli | Juli | Juli | Juli | Juli | Juli | Juli | Juli |
| Kw   | Mo   | Di   | Mi   | Do   | Fr   | Sa   | So   |
| ---- | ---- | ---- | ---- | ---- | ---- | ---- | ---- |
| 26   |      |      |      |      |      | 1    | 2    |
| 27   | 3    | 4    | 5    | 6    | 7    | 8    | 9    |
| 28   | 10   | 11   | 12   | 13   | 14   | 15   | 16   |
| 29   | 17   | 18   | 19   | 20   | 21   | 22   | 23   |
| 30   | 24   | 25   | 26   | 27   | 28   | 29   | 30   |
| 31   | 31   |      |      |      |      |      |      |

| August | August | August | August | August | August | August | August |
| Kw     | Mo     | Di     | Mi     | Do     | Fr     | Sa     | So     |
| ------ | ------ | ------ | ------ | ------ | ------ | ------ | ------ |
| 31     |        | 1      | 2      | 3      | 4      | 5      | 6      |
| 32     | 7      | 8      | 9      | 10     | 11     | 12     | 13     |
| 33     | 14     | 15     | 16     | 17     | 18     | 19     | 20     |
| 34     | 21     | 22     | 23     | 24     | 25     | 26     | 27     |
| 35     | 28     | 29     | 30     | 31     |        |        |        |

| September | September | September | September | September | September | September | September |
| Kw        | Mo        | Di        | Mi        | Do        | Fr        | Sa        | So        |
| --------- | --------- | --------- | --------- | --------- | --------- | --------- | --------- |
| 35        |           |           |           |           | 1         | 2         | 3         |
| 36        | 4         | 5         | 6         | 7         | 8         | 9         | 10        |
| 37        | 11        | 12        | 13        | 14        | 15        | 16        | 17        |
| 38        | 18        | 19        | 20        | 21        | 22        | 23        | 24        |
| 39        | 25        | 26        | 27        | 28        | 29        | 30        |           |

| Oktober | Oktober | Oktober | Oktober | Oktober | Oktober | Oktober | Oktober |
| Kw      | Mo      | Di      | Mi      | Do      | Fr      | Sa      | So      |
| ------- | ------- | ------- | ------- | ------- | ------- | ------- | ------- |
| 39      |         |         |         |         |         |         | 1       |
| 40      | 2       | 3       | 4       | 5       | 6       | 7       | 8       |
| 41      | 9       | 10      | 11      | 12      | 13      | 14      | 15      |
| 42      | 16      | 17      | 18      | 19      | 20      | 21      | 22      |
| 43      | 23      | 24      | 25      | 26      | 27      | 28      | 29      |
| 44      | 30      | 31      |         |         |         |         |         |

| November | November | November | November | November | November | November | November |
| Kw       | Mo       | Di       | Mi       | Do       | Fr       | Sa       | So       |
| -------- | -------- | -------- | -------- | -------- | -------- | -------- | -------- |
| 44       |          |          | 1        | 2        | 3        | 4        | 5        |
| 45       | 6        | 7        | 8        | 9        | 10       | 11       | 12       |
| 46       | 13       | 14       | 15       | 16       | 17       | 18       | 19       |
| 47       | 20       | 21       | 22       | 23       | 24       | 25       | 26       |
| 48       | 27       | 28       | 29       | 30       |          |          |          |

| Dezember | Dezember | Dezember | Dezember | Dezember | Dezember | Dezember | Dezember |
| Kw       | Mo       | Di       | Mi       | Do       | Fr       | Sa       | So       |
| -------- | -------- | -------- | -------- | -------- | -------- | -------- | -------- |
| 48       |          |          |          |          | 1        | 2        | 3        |
| 49       | 4        | 5        | 6        | 7        | 8        | 9        | 10       |
| 50       | 11       | 12       | 13       | 14       | 15       | 16       | 17       |
| 51       | 18       | 19       | 20       | 21       | 22       | 23       | 24       |
| 52       | 25       | 26       | 27       | 28       | 29       | 30       | 31       |

| Januar | Januar | Januar | Januar | Januar | Januar | Januar | Januar |
| Kw     | Mo     | Di     | Mi     | Do     | Fr     | Sa     | So     |
| ------ | ------ | ------ | ------ | ------ | ------ | ------ | ------ |
| 52     |        |        |        |        |        |        | 1      |
| 1      | 2      | 3      | 4      | 5      | 6      | 7      | 8      |
| 2      | 9      | 10     | 11     | 12     | 13     | 14     | 15     |
| 3      | 16     | 17     | 18     | 19     | 20     | 21     | 22     |
| 4      | 23     | 24     | 25     | 26     | 27     | 28     | 29     |
| 5      | 30     | 31     |        |        |        |        |        |

| Februar | Februar | Februar | Februar | Februar | Februar | Februar | Februar |
| Kw      | Mo      | Di      | Mi      | Do      | Fr      | Sa      | So      |
| ------- | ------- | ------- | ------- | ------- | ------- | ------- | ------- |
| 5       |         |         | 1       | 2       | 3       | 4       | 5       |
| 6       | 6       | 7       | 8       | 9       | 10      | 11      | 12      |
| 7       | 13      | 14      | 15      | 16      | 17      | 18      | 19      |
| 8       | 20      | 21      | 22      | 23      | 24      | 25      | 26      |
| 9       | 27      | 28      |         |         |         |         |         |

| März | März | März | März | März | März | März | März |
| Kw   | Mo   | Di   | Mi   | Do   | Fr   | Sa   | So   |
| ---- | ---- | ---- | ---- | ---- | ---- | ---- | ---- |
| 9    |      |      | 1    | 2    | 3    | 4    | 5    |
| 10   | 6    | 7    | 8    | 9    | 10   | 11   | 12   |
| 11   | 13   | 14   | 15   | 16   | 17   | 18   | 19   |
| 12   | 20   | 21   | 22   | 23   | 24   | 25   | 26   |
| 13   | 27   | 28   | 29   | 30   | 31   |      |      |

| April | April | April | April | April | April | April | April |
| Kw    | Mo    | Di    | Mi    | Do    | Fr    | Sa    | So    |
| ----- | ----- | ----- | ----- | ----- | ----- | ----- | ----- |
| 13    |       |       |       |       |       | 1     | 2     |
| 14    | 3     | 4     | 5     | 6     | 7     | 8     | 9     |
| 15    | 10    | 11    | 12    | 13    | 14    | 15    | 16    |
| 16    | 17    | 18    | 19    | 20    | 21    | 22    | 23    |
| 17    | 24    | 25    | 26    | 27    | 28    | 29    | 30    |

| Mai | Mai | Mai | Mai | Mai | Mai | Mai | Mai |
| Kw  | Mo  | Di  | Mi  | Do  | Fr  | Sa  | So  |
| --- | --- | --- | --- | --- | --- | --- | --- |
| 18  | 1   | 2   | 3   | 4   | 5   | 6   | 7   |
| 19  | 8   | 9   | 10  | 11  | 12  | 13  | 14  |
| 20  | 15  | 16  | 17  | 18  | 19  | 20  | 21  |
| 21  | 22  | 23  | 24  | 25  | 26  | 27  | 28  |
| 22  | 29  | 30  | 31  |     |     |     |     |

| Juni | Juni | Juni | Juni | Juni | Juni | Juni | Juni |
| Kw   | Mo   | Di   | Mi   | Do   | Fr   | Sa   | So   |
| ---- | ---- | ---- | ---- | ---- | ---- | ---- | ---- |
| 22   |      |      |      | 1    | 2    | 3    | 4    |
| 23   | 5    | 6    | 7    | 8    | 9    | 10   | 11   |
| 24   | 12   | 13   | 14   | 15   | 16   | 17   | 18   |
| 25   | 19   | 20   | 21   | 22   | 23   | 24   | 25   |
| 26   | 26   | 27   | 28   | 29   | 30   |      |      |

| Juli | Juli | Juli | Juli | Juli | Juli | Juli | Juli |
| Kw   | Mo   | Di   | Mi   | Do   | Fr   | Sa   | So   |
| ---- | ---- | ---- | ---- | ---- | ---- | ---- | ---- |
| 26   |      |      |      |      |      | 1    | 2    |
| 27   | 3    | 4    | 5    | 6    | 7    | 8    | 9    |
| 28   | 10   | 11   | 12   | 13   | 14   | 15   | 16   |
| 29   | 17   | 18   | 19   | 20   | 21   | 22   | 23   |
| 30   | 24   | 25   | 26   | 27   | 28   | 29   | 30   |
| 31   | 31   |      |      |      |      |      |      |

| August | August | August | August | August | August | August | August |
| Kw     | Mo     | Di     | Mi     | Do     | Fr     | Sa     | So     |
| ------ | ------ | ------ | ------ | ------ | ------ | ------ | ------ |
| 31     |        | 1      | 2      | 3      | 4      | 5      | 6      |
| 32     | 7      | 8      | 9      | 10     | 11     | 12     | 13     |
| 33     | 14     | 15     | 16     | 17     | 18     | 19     | 20     |
| 34     | 21     | 22     | 23     | 24     | 25     | 26     | 27     |
| 35     | 28     | 29     | 30     | 31     |        |        |        |

| September | September | September | September | September | September | September | September |
| Kw        | Mo        | Di        | Mi        | Do        | Fr        | Sa        | So        |
| --------- | --------- | --------- | --------- | --------- | --------- | --------- | --------- |
| 35        |           |           |           |           | 1         | 2         | 3         |
| 36        | 4         | 5         | 6         | 7         | 8         | 9         | 10        |
| 37        | 11        | 12        | 13        | 14        | 15        | 16        | 17        |
| 38        | 18        | 19        | 20        | 21        | 22        | 23        | 24        |
| 39        | 25        | 26        | 27        | 28        | 29        | 30        |           |

| Oktober | Oktober | Oktober | Oktober | Oktober | Oktober | Oktober | Oktober |
| Kw      | Mo      | Di      | Mi      | Do      | Fr      | Sa      | So      |
| ------- | ------- | ------- | ------- | ------- | ------- | ------- | ------- |
| 39      |         |         |         |         |         |         | 1       |
| 40      | 2       | 3       | 4       | 5       | 6       | 7       | 8       |
| 41      | 9       | 10      | 11      | 12      | 13      | 14      | 15      |
| 42      | 16      | 17      | 18      | 19      | 20      | 21      | 22      |
| 43      | 23      | 24      | 25      | 26      | 27      | 28      | 29      |
| 44      | 30      | 31      |         |         |         |         |         |

| November | November | November | November | November | November | November | November |
| Kw       | Mo       | Di       | Mi       | Do       | Fr       | Sa       | So       |
| -------- | -------- | -------- | -------- | -------- | -------- | -------- | -------- |
| 44       |          |          | 1        | 2        | 3        | 4        | 5        |
| 45       | 6        | 7        | 8        | 9        | 10       | 11       | 12       |
| 46       | 13       | 14       | 15       | 16       | 17       | 18       | 19       |
| 47       | 20       | 21       | 22       | 23       | 24       | 25       | 26       |
| 48       | 27       | 28       | 29       | 30       |          |          |          |

| Dezember | Dezember | Dezember | Dezember | Dezember | Dezember | Dezember | Dezember |
| Kw       | Mo       | Di       | Mi       | Do       | Fr       | Sa       | So       |
| -------- | -------- | -------- | -------- | -------- | -------- | -------- | -------- |
| 48       |          |          |          |          | 1        | 2        | 3        |
| 49       | 4        | 5        | 6        | 7        | 8        | 9        | 10       |
| 50       | 11       | 12       | 13       | 14       | 15       | 16       | 17       |
| 51       | 18       | 19       | 20       | 21       | 22       | 23       | 24       |
| 52       | 25       | 26       | 27       | 28       | 29       | 30       | 31       |

Im Jahr 1497 betritt erstmals seit den Wikingern rund 500 Jahre früher ein Europäer den Boden des später so genannten amerikanischen Kontinents. Der italienische Seefahrer Giovanni Caboto, der im Auftrag des englischen Königs Heinrich VII. unterwegs ist, wähnt sich allerdings in China und bringt von seiner Reise nichts mit als mündliche Berichte. 
Im selben Jahr sticht der Portugiese Vasco da Gama im Auftrag seines Königs Manuel I. von Lissabon aus in See und macht sich auf die Suche nach dem Seeweg nach Indien. Zu Weihnachten erreicht er mit seiner Flotte die südliche Spitze Afrikas bei Natal, den Rest des Jahres folgen die Portugiesen der ostafrikanischen Küste nach Norden.

## Ereignisse

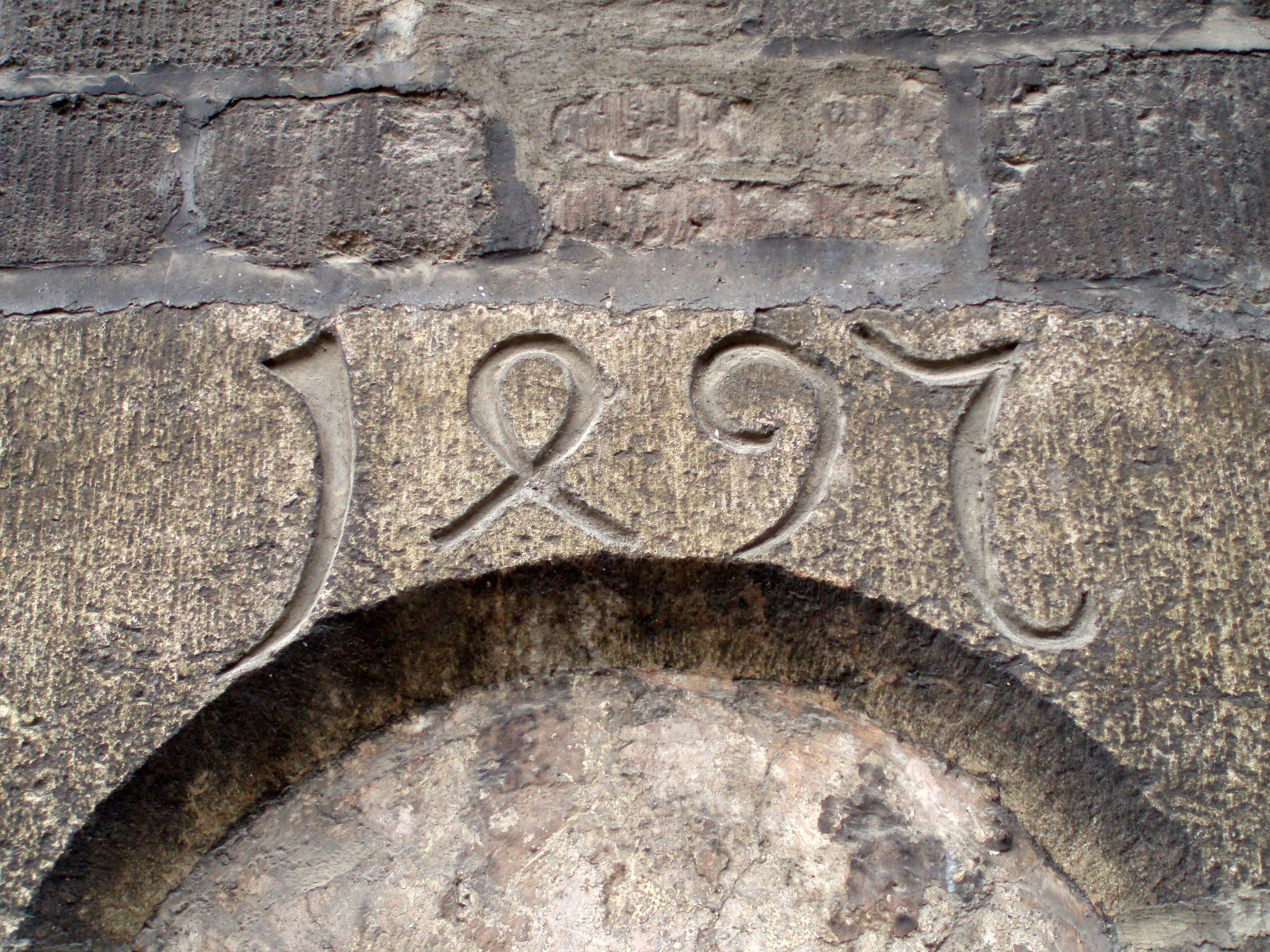
Jahreszahl 1497 an der Johanniskirche in Wernigerode

### Politik und Weltgeschehen

#### Heiliges Römisches Reich

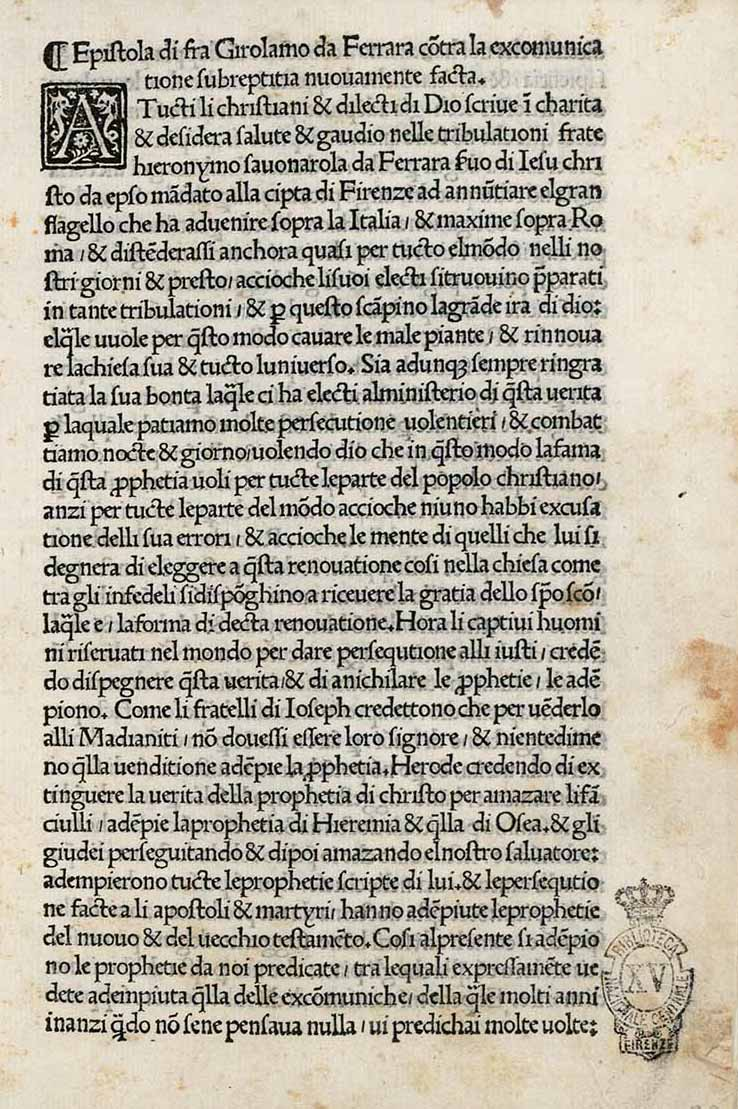
Epistola contra sententiam excommunicationis

- 7. Februar/17. Februar: Girolamo Savonarola veranstaltet in Florenz mit dem „Freudenfeuer der Eitelkeiten“ eine Bücherverbrennung. Am 13. Mai wird der Dominikanermönch und Bußprediger, der lautstark die Missstände in der Kirche angeprangert hat, von Papst Alexander VI. als Häretiker, Schismatiker und Verächter des Heiligen Stuhls exkommuniziert. Savonarola antwortet auf die Exkommunikation mit der Epistola contra sententiam excommunicationis.
- 7. November: Nach dem Tod seines Vaters Philipp II. wird Philibert II. Herzog von Savoyen.

#### Südeuropa
- 3. April: Der spanische Thronfolger Johann von Aragón und Kastilien heiratet Margarete von Österreich. Nur ein halbes Jahr später stirbt er am 4. Oktober. Das gemeinsame Kind der beiden kommt wenige Wochen danach tot zur Welt. Damit geht die Thronfolge in Aragón und Kastilien an Johanns Schwester Johanna, die seit dem Vorjahr mit dem Habsburger Philipp dem Schönen verheiratet ist.
- Mai: König Manuel I., der Glückliche, von Portugal heiratet die Infantin Elisabeth von Spanien. Das spanische Königshaus hat der Hochzeit nur unter der Bedingung zugestimmt, dass alle Juden des Landes verwiesen werden. Manuel, der sich einen solchen „Aderlass“ seines Landes nicht leisten kann, führt stattdessen massenhafte Zwangstaufen durch. Gleichzeitig erlässt er ein Edikt, dass diese Cristãos novos für 20 Jahre nicht wegen abweichenden religiösen Verhaltens verfolgt werden dürfen.
- 10. August: Ferdinando II. von Aragonien wird als Ferdinand III. zum König von Neapel erklärt.

#### Britische Inseln
- 17. Juni: In der Schlacht von Deptford Bridge besiegen die königlichen Truppen Heinrichs VII. von England eine Armee kornischer Aufständischer unter Thomas Flamank und Michael An Gof. Die Anführer werden am 24. Juni hingerichtet.

#### Nord- und Osteuropa
- Mit dem Frieden von Nowgorod endet der 1495 begonnene Russisch-Schwedische Krieg.

#### Entdeckungsfahrten

##### Nordamerika

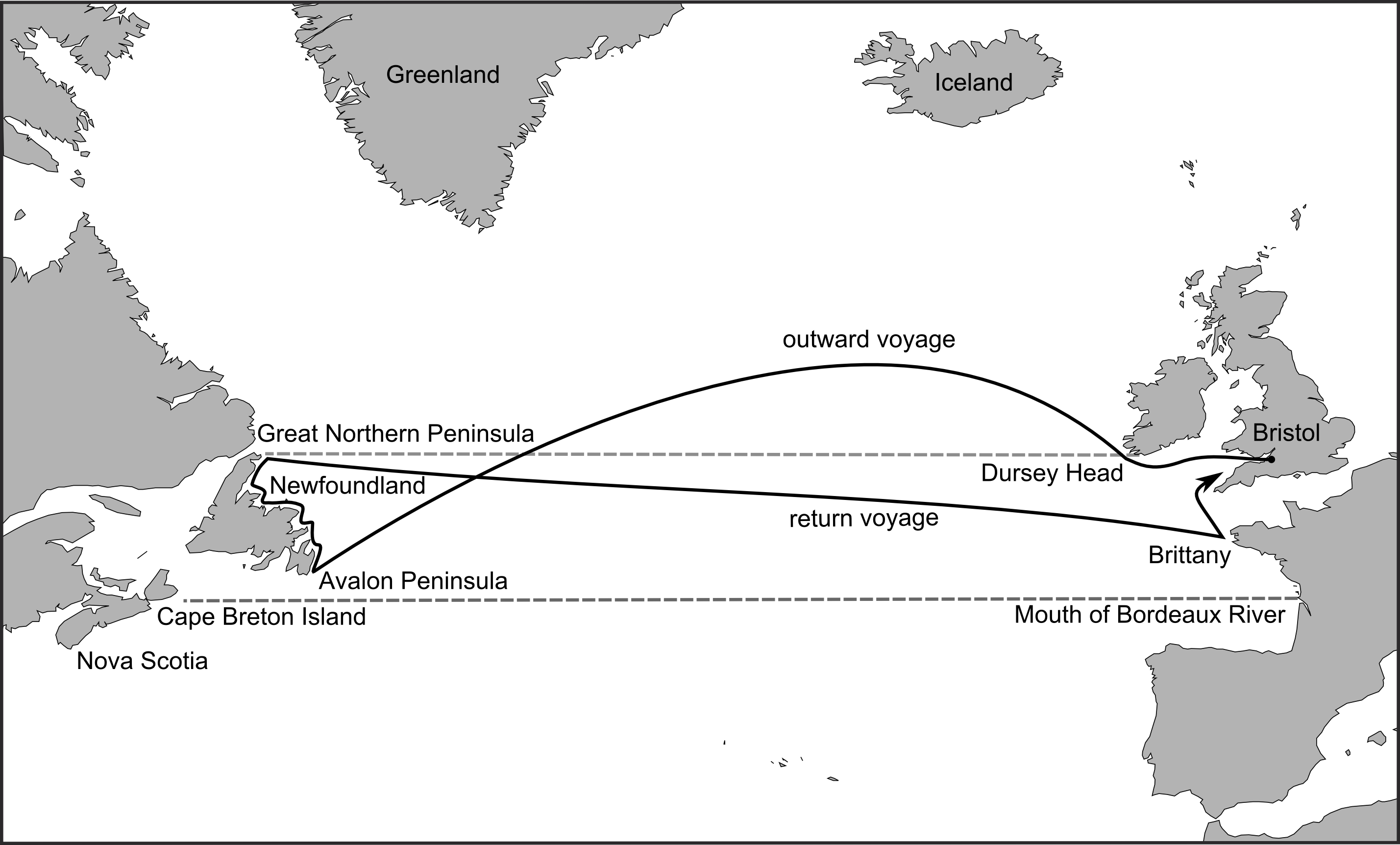
Karte mit einem möglichen Verlauf von Cabotos Reise

Der italienische Seefahrer Giovanni Caboto setzt am 2. Mai mit einem Schutzbrief des englischen Königs Heinrich VII. ausgestattet von Bristol aus mit einer kleinen Mannschaft von 18 Seeleuten auf der Karavelle Matthew Segel in Richtung der Neuen Welt. Ob auch sein Sohn Sebastiano an Bord ist, ist nicht zweifelsfrei geklärt. Am 24. Juni erreicht Caboto als erster Europäer das nordamerikanische Festland, wähnt sich aber in Cathay (China). Wo er konkret an Land ging, ob in Labrador, Neuengland oder Neufundland, ist unsicher. St. John’s nimmt für sich in Anspruch, als erste europäische Siedlung in Nordamerika von ihm gegründet worden zu sein; sie ist nach Johannes dem Täufer benannt. Er setzt zwei Flaggen, die britische und venezianische, umsegelt die Gegend etwa einen Monat, trifft jedoch nicht auf Einheimische. Am 6. August kehrt Caboto ohne Fracht nach Bristol zurück. Der König genehmigt Cabot hierfür am 10. August eine einmalige Zahlung von 10 £, und am 13. Dezember eine Pension von 20 £ jährlich.

##### Der Seeweg nach Indien

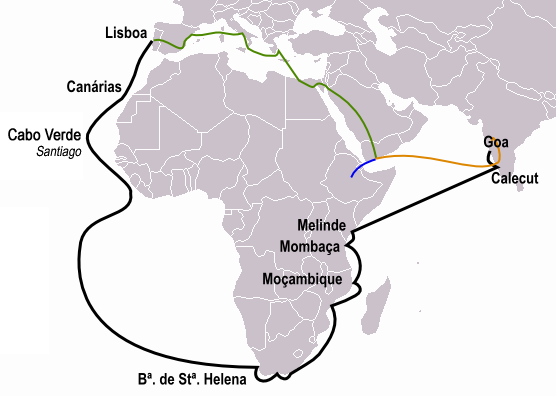
Die Route da Gamas (schwarz)

Im Auftrag des portugiesischen Herrschers Manuel I. verlässt der Seefahrer Vasco da Gama am 8. Juli den Hafen von Lissabon auf der Suche nach dem Seeweg nach Indien. Seine Flotte besteht aus dem Flaggschiff, der Nau São Gabriel, der Nau São Rafael unter dem Kommando seines Bruders Paulo da Gama, einer weiteren Nau unter Nicolao Coelho als Kapitän und einem Transportschiff unter dem Kommando von Gonçalo Nunes. Insgesamt nehmen an der Reise 150 bis 170 Mann teil. Der Flotte sind die besten Piloten Portugals beigegeben, denen die Strömungs- und Windverhältnisse speziell im Südatlantik weitestgehend vertraut sind. Außerdem begleitet Bartolomeu Diaz, der 1488 erstmals das Kap der Guten Hoffnung umsegelt hat, als Berater die kleine Flotte bis zu den Kapverdischen Inseln.
Da Gama segelt von hier aus mit weit nach Westen ausholendem Kurs durch den Atlantik und löst sich deutlich von der Küste, um die bekannten Flauten im Golf von Guinea zu vermeiden und bessere Windverhältnisse zu nutzen. Am 4. November erreicht er die Sankt-Helena-Bucht an der Westküste Südafrikas. Hier wird Kontakt zu den Einheimischen aufgenommen, außerdem werden die Schiffe überholt. Die Umfahrung des Kaps der Guten Hoffnung gelingt erst nach mehreren Versuchen am 22. November und die Flotte landet am 25. November bei Aguada de São Braz, wo ein Padrão aufgestellt wird. Zu Weihnachten erreicht die Flotte einen Landstrich, der von da Gama aus diesem Anlass Natal genannt wird, den Rest des Jahres folgen die Portugiesen der ostafrikanischen Küste nach Norden.

### Wirtschaft
- Maximilian I. erhebt die Leipziger Jahrmärkte zur Reichsmesse, was ihren Aufschwung erheblich begünstigt.
- Linz erhält von Maximilian I. das Recht zum Bau einer Brücke über die Donau. Diese Brücke, die 1501 fertiggestellt wird, ist nach Wien und Krems erst die dritte Donaubrücke in den österreichischen Erblanden.

### Wissenschaft und Technik

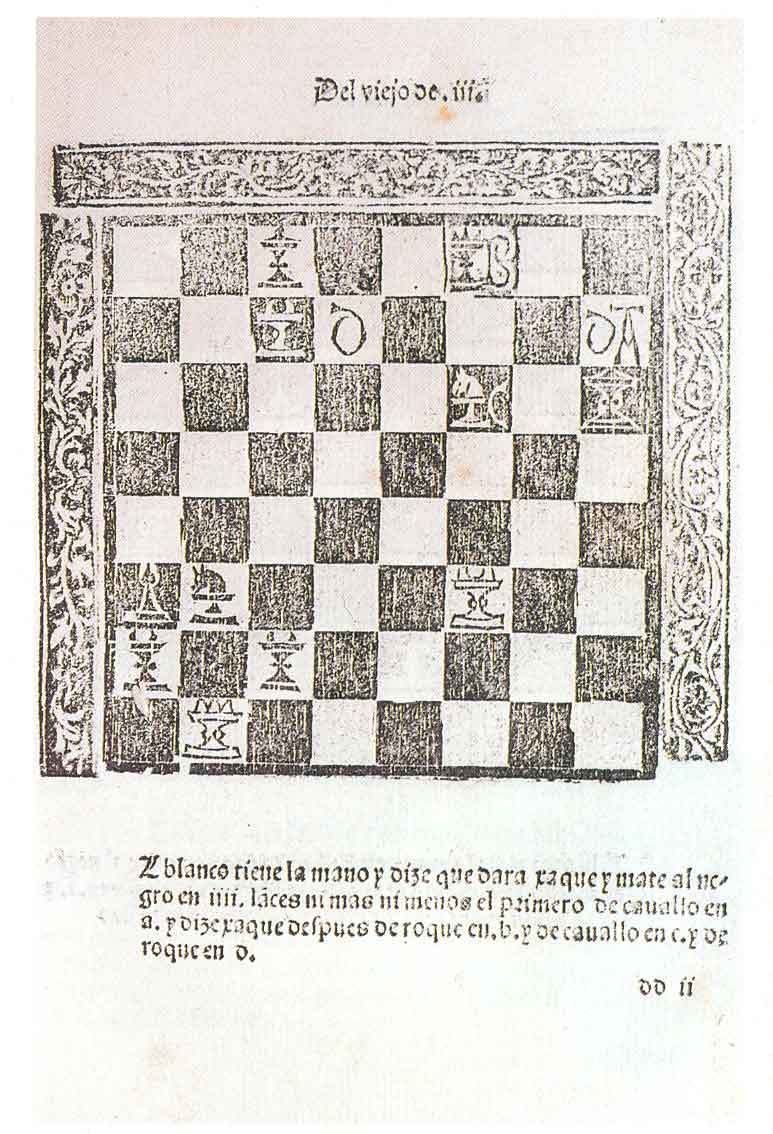
Ein Schachproblem bei Lucena

- Luis Ramírez Lucena veröffentlicht sein Schachbuch Repetición de amores e arte de axedrez. In dem mit Inkunabeln gedruckten Werk werden die modernen Schachregeln erstmals beschrieben.

### Kultur

#### Bildende Kunst
- Pinturicchio gestaltet Fresken in der Kapelle des Bischofs von Eroli im Dom Santa Maria dell’Assunta in Spoleto.
- Gerhard van Wou gießt in der Nacht vom 7. auf den 8. Juli vor dem Erfurter Dom die Gloriosa, die  größte freischwingende mittelalterliche Kirchenglocke der Welt.

#### Literatur

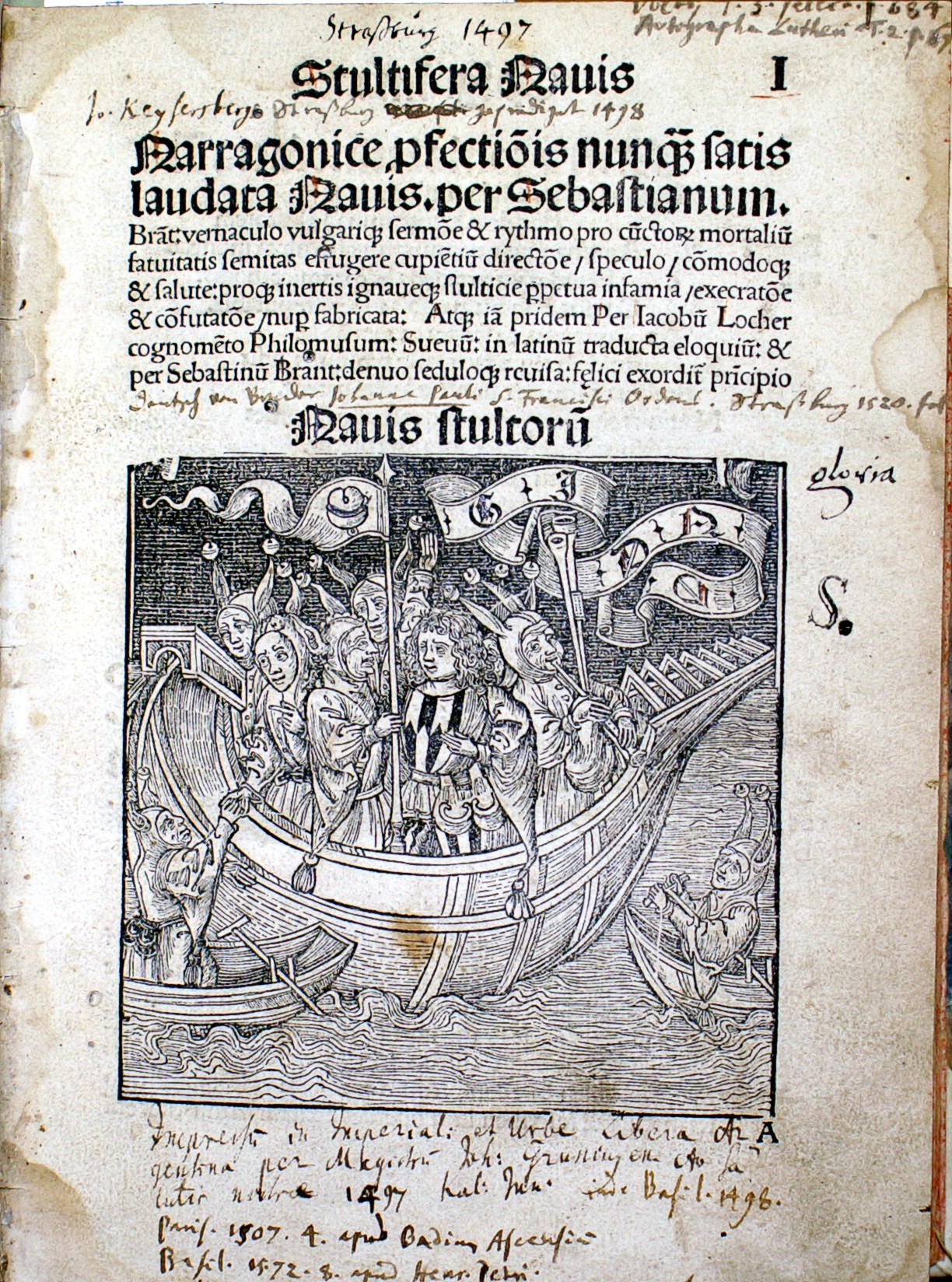
Stultifera Navis

### Religion
- Guillaume Briçonnet wird als Nachfolger seines am 3. Juni gestorbenen Bruders Robert Briçonnet Erzbischof von Reims. Im gleichen Jahr wird er auch Bischof von Toulon.

### Katastrophen
- 17. September: Pommern wird von einer schweren Sturmflut heimgesucht. Vor allem die Orte Rügenwalde und See Suckow sind schwer in Mitleidenschaft gezogen.

## Geboren

### Geburtsdatum gesichert
- 03. Januar: Wolf Bucher, deutscher Großkaufmann und Stadtvogt von Eisleben († 1566)
- 17. Januar: Friedrich von Brandenburg-Ansbach, Dompropst im Würzburger Dom († 1536)
- 26. Januar: Go-Nara, 105. Kaiser von Japan († 1557)

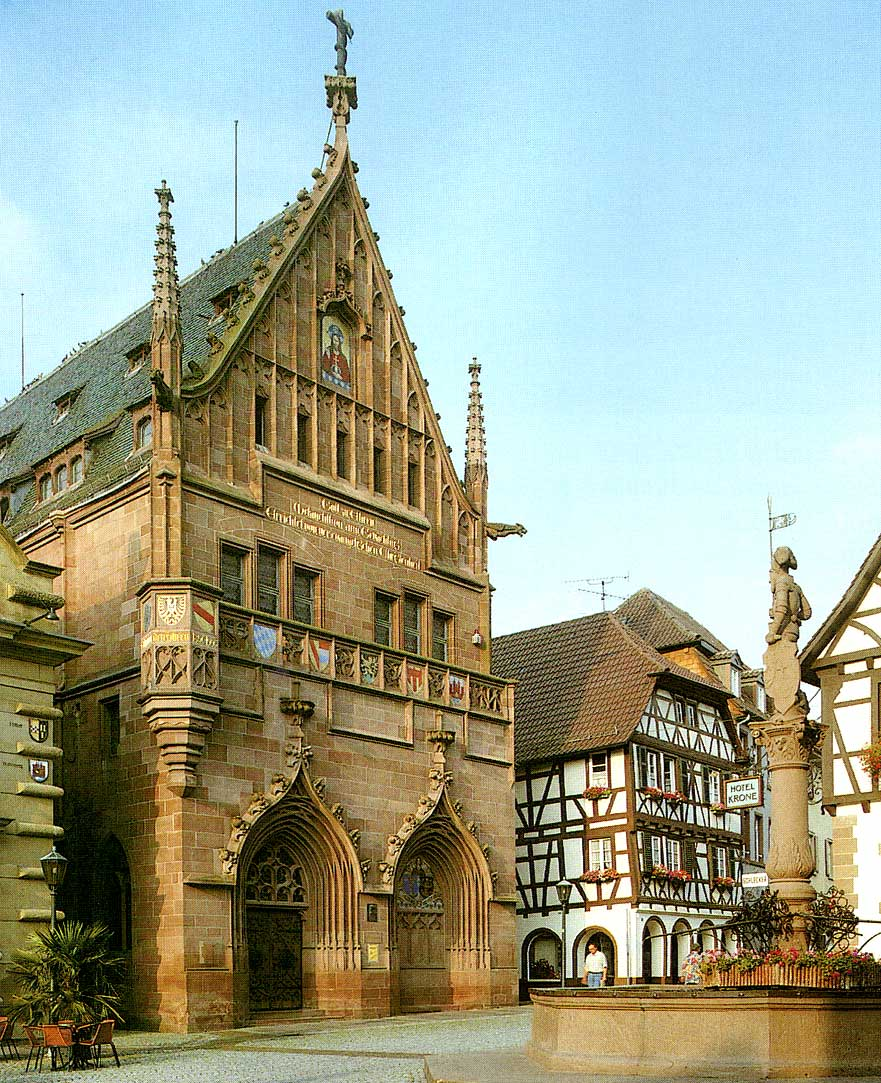
Marktplatz in Bretten mit Melanchthonhaus, das als Gedenkstätte an der Stelle des Geburtshauses Philipp Melanchthons gebaut wurde

- 16. Februar: Philipp Melanchthon, deutscher reformatorischer Theologe († 1560)
- 24. Februar: Sebastian Fröschel, deutscher Theologe der Reformationszeit († 1570)
- 17. April: Pedro de Valdivia, spanischer Konquistador († 1553)
- 01. Mai: Johannes Knipstro, deutscher lutherischer Theologe und Reformator († 1556)
- 26. Juni: Ernst I., Fürst von Lüneburg († 1546)
- 05. Juli: François II. de La Tour, Vicomte von Turenne, französischer Diplomat und Militär († 1532)
- 08. September: Wolfgang Musculus, deutscher reformierter Theologe und Reformator († 1563)
- 29. Oktober: Benedetto Accolti, italienischer Kardinal der katholischen Kirche, Erzbischof von Ravenna († 1549)

### Genaues Geburtsdatum unbekannt
- Lebna Dengel, unter dem Namen David II. negus negest von Äthiopien († 1540)
- Lütke Namens, deutscher Theologe und Franziskaner († 1574)
- Mauritius Piderit, deutscher lutherischer Theologe († 1576)
- Dionisio Neagrus Laurerio, italienischer Kardinal († 1542)
- Ambrosius Schlumpf, Schweizer Bürgermeister († 1566)
- Ambrosius Spittelmayr, österreichischer Vertreter der Täuferbewegung († 1528)
- Margaret Eriksdotter Wasa, schwedische Adelige, Schwester König Gustavs I. von Schweden († 1536)

### Geboren um 1497
- Thomas Abel, englischer Geistlicher († 1540)
- Jean François Fernel, französischer Physiologe († 1558)
- Heinrich Füllmaurer, württembergischer Maler und Zeichner († 1547/48)
- Stephan Gardiner, englischer Theologe, Staatsmann, Humanist und Gräzist († 1555)
- Girolamo da Treviso, italienischer Maler und Bildhauer († 1544)
- Katharina Zell, deutsche reformatorische Autorin († 1562)
- 1497/1498: Hans Holbein der Jüngere, deutscher Maler († 1543)

## Gestorben

### Erstes Halbjahr
- 02. Januar: Beatrice d’Este, Herzogin von Mailand (* 1475)
- 25. Januar: Katharina, Erbherzogin von Geldern (* um 1440)
- 06. Februar: Johannes Ockeghem, franko-flämischer Komponist, Sänger und Kleriker (* um 1410/1420)
- 19. April: Pierre Basin, franko-flämischer Sänger (* vor 1435)
- 24. Mai: Benedetto da Maiano, italienischer Bildhauer und Baumeister (* 1442)

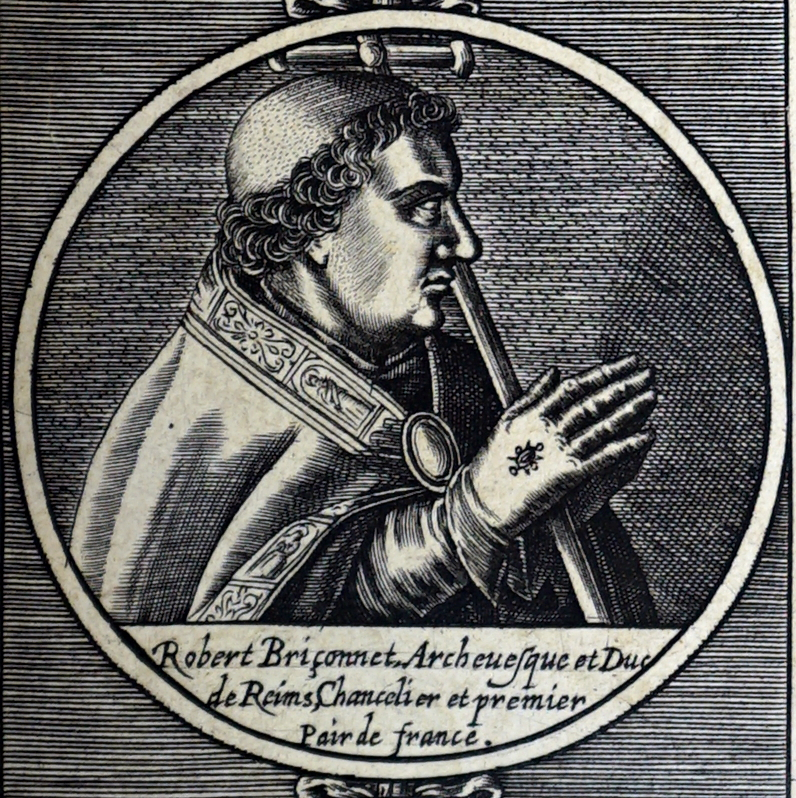
Robert Briçonnet

- 03. Juni: Robert Briçonnet, Erzbischof von Reims
- 14. Juni: Juan Borgia, 2. Herzog von Gandía, spanisch-italienischer Renaissancefürst  (* 1476 oder 1478)
- 24. Juni: Michael An Gof, englischer Schmied, Anführer des Kornischen Aufstandes von 1497
- 24. Juni: Thomas Flamank, englischer Rechtsanwalt, Anführer des Kornischen Aufstandes von 1497
- 27. Juni: Nikolaus II., Herzog von Oppeln

### Zweites Halbjahr
- 22. Juli: Francesco Botticini, italienischer Maler (* um 1446)
- 23. Juli: Barbara Fugger, Augsburger Bürgerin und Geschäftsfrau (* 1419)
- 25. Juli: Filippa von Coimbra und Urgell, katalanische und portugiesische Adlige (* 1435)
- Juli: Estêvão da Gama, portugiesischer Adeliger, Vater Vasco da Gamas (* um 1430)
- um den 24. August: Sophia, Herzogin von Pommern (* um 1435)
- 25. August: Johann von Tiefen, Hochmeister des Deutschen Ordens (* 1440)
- 26. September: Bertrand VI. de La Tour, Graf von Auvergne und Boulogne (* vor 1441)
- 04. Oktober: Benozzo Gozzoli, italienischer Maler der Renaissance (* 1420)
- 04. Oktober: Johann von Aragón und Kastilien, Prinz von Asturien, einziger Sohn der Katholischen Könige (* 1478)
- 23. Oktober: Anna von Werdenberg, Äbtissin des Damenstifts Buchau
- 07. November: Philipp II., Herzog von Sayoyen (* 1438)
- 20. November: Nikolaus Kempf, deutscher Mystiker und Theologe (* etwa 1415)
- 03. Dezember: Georg von Stein, oberschwäbischer Adliger

### Genaues Todesdatum unbekannt
- Albert de Brudzewo, polnischer Astronom und Mathematiker (* 1445)